# Mycetophila dziedzickii
Mycetophila dziedzickii är en tvåvingeart som beskrevs av Chandler 1977. Mycetophila dziedzickii ingår i släktet Mycetophila och familjen svampmyggor. Arten är reproducerande i Sverige. Inga underarter finns listade i Catalogue of Life.